# Vivette Samuel
Pour les articles homonymes, voir Samuel (nom de famille).
 Vivette Salomé Hermann, dite Vivette Hermann, épouse Samuel, née le 21 mai 1919 à Paris 14e et morte le 16 juillet 2006 à Paris 12e, est une assistante sociale française, directrice de l'Œuvre de secours aux enfants de 1979 à 1985.

## Biographie
Vivette Hermann est née le 21 mai 1919 à Paris.
Le père de Vivette Hermann, Nahum Hermann est né le 10 janvier 1889 à Charhorod, en Ukraine. Il est un journaliste, sioniste militant, directeur du Keren Hayessod (fonds national de reconstruction).
Sa mère, Rachel Spirt, est née dans le shtetl de Jarmolinsk, situé en Podolie, alors dans la fameuse « zone de résidence » imposée en Russie aux Juifs, actuellement en Ukraine. Elle épouse Nahum Hermann en 1919, à Paris, après un séjour en Palestine, où elle reste durant la Première Guerre mondiale.
Ses parents avaient fait leurs études à Odessa, en Ukraine.

### Études
Vivette est  monitrice au pair, pendant les vacances, dans l'internat du château d'Annel à Longueil-Annel (Oise, où sa sœur est scolarisée. Cet établissement catholique dirigé par le Dr Robert Préault accueille des enfants de la bourgeoisie parisienne ayant des difficultés d'adaptation.
En 1936, Vivette commence des études de philosophie à la faculté des lettres de Paris.
En janvier 1939, elle fait partie d'un groupe d'étudiants, apportant  aux républicains espagnols de l'argent, dans Barcelone bombardée.

### Seconde Guerre mondiale
Le 29 juin 1940, la famille Hermann se réfugie à Saint-Jean-de-Luz (Pyrénées-Atlantiques), puis à Vichy.
En novembre 1940 : Vivette Hermann rédige 10 lettres manuscrites sur les mesures antijuives de Vichy.
Elle soutient son mémoire intitulé « La rancune, étude psychologique », en 1941, à Toulouse, sous la direction du professeur Ignace Meyerson,.

#### Camp de Rivesaltes
Un ami de son père la dirige vers l'Unitarian Service Committee de Marseille, une organisation protestante qui avait installé un jardin d'enfants au camp de Rivesaltes (Pyrénées-Orientales) pour les républicains espagnols et un centre médico social conjointement avec l'Œuvre de secours aux enfants (OSE). Elle rencontre Andrée Salomon qui lui fait découvrir les camps d'internement et l'urgence d'évacuer les enfants
En novembre 1941, elle commence son travail d'assistante sociale résidente de l'OSE au camp de Rivesaltes. Elle remplace Charles Lederman.
Elle prend contact avec les familles de juifs étrangers internées, pour que leurs enfants soient confiés à l'OSE et pour organiser leur sortie. 400 enfants sont libérés.

#### Déléguée de l'OSE
Elle devient ensuite déléguée de l'OSE auprès de l'Amitié chrétienne pour visiter les Groupements de travailleurs étrangers (GTE) de Savoie et Haute-Savoie. Chargée de l'inspection sanitaire, elle s'intéresse au devenir des enfants.

#### Mariage
En octobre 1942, dans la maison d'enfants Le Couret (Haute-Vienne), une maison de l'OSE, Vivette Hermann, assistante volontaire au camp de Rivesaltes, épouse Julien Samuel, directeur du centre OSE de Marseille,.
Julien Samuel est né le 10 octobre 1912 à Mulhouse en Alsace, dans une famille juive orthodoxe. Il est le fils de Moïse Samuel et de Sara Samuel. Il fait ses études secondaires à Strasbourg.

#### Marseille
D'octobre 1942 à mars 1943 : Vivette et son mari habitent à  Marseille. Ils quittent la ville avant une descente de la Gestapo.

#### Limoges
De mars 1943 à mars 1944, les époux Samuel s'installent à Limoges pour ouvrir et diriger un bureau de l'OSE, -3e Direction santé de l’UGIF, 29 rue Louis Blanc. le but est d'aider les réfugiés et d’assurer la coordination des équipes officielles et clandestines pour le démantèlement progressif des maisons d’enfants,.
Le couple Samuel a une fille, Françoise, née en juillet 1943.
En janvier 1944, Le père de Vivette Samuel, Nahum Hermann, est arrêté sous ses yeux. Sa dernière adresse est au 38 rue Petinaud Beaupeyrat à Limoges (Haute-Vienne). Il est déporté par le Convoi no 69, en date du 7 mars 1944, du Camp de Drancy vers Auschwitz. Il a 55 ans.
Les Samuel vont quitter Limoges. Vivette Samuel  est remplacée au bureau de l'OSE par Pierre Dreyfus (dit Pierre Dutertre).
Vivette Samuel prend le nom clandestin d'Henriette Lutz.
L'OSE ferme son bureau de Limoges en mars 1944.

#### Chambéry
En février 1944, des membres du bureau OSE de Chambéry (Savoie) sont arrêtés.
Les Samuel s'installent à Chambéry, en mars 1944, pour monter une antenne clandestine et organiser des passages vers la Suisse.
En avril 1944, la Gestapo fait une descente au domicile des Samuel à Chambéry.

#### Aix-les-Bains
Les Samuel passent la fin de la guerre près d'Aix-les-Bains (Savoie),.

### Après la Guerre
Après la Guerre, Vivette Samuel élève ses trois enfants : Françoise Samuel (plus tard Françoise Elbaz), Jean-Pierre Samuel et Nicole Samuel (plus tard Guinard),, professeur agrégée de lettres classiques.
Vivette Samuel obtient un diplôme d'assistante sociale. En 1950, elle travaille dans une association d'anciennes déportées de la Résistance.

### Retour à l'OSE
Vivette Samuel retourne à l’OSE  en 1954, comme assistante-chef du service médico-social et de l’enfance.
En 1957, elle crée le Foyer de la Voûte', « Unité familiale » avec Hélène Ekhaiser- Weksler, pour jeunes filles en difficulté.

### Directrice générale de l'OSE de 1979 à 1985
Vivette Samuel est directrice générale de l’OSE de 1979 à 1985, en succédant à Marc Schiffman.

### Mort
Julien Samuel meurt en 1981 à Paris, à l'âge de 69 ans.
Vivette Samuel est morte à Paris le dimanche 16 juillet 2006 à l'âge de 88 ans.

## Distinction
- Chevalier de la Légion d'honneur. Elle reçoit ses insignes des mains de la ministre Georgina Dufoix, le 12 décembre 1985[14].

## Hommage
- Centre de l'OSE nommé Centre socio-éducatif Vivette-Samuel au 20, rue du Télégraphe dans le 20e arrondissement de Paris[16]